# 乳腈
乳腈是一具有示性式CH3C(OH)CN的有機化合物，其是在工業上生成乳酸和乳酸乙酯的中間產物。乳腈為乙醛的衍生氰醇，在常溫常壓下為無色液體，然而其在部分降解後其顏色會呈現為黃色。

## 合成和應用
乳腈可由氰化氫加成乙醛製得。
乳腈可用於合成乳酸的衍生酯類。

## 安全使用規範
因為乳腈屬於氰醇，而氰醇可作為劇毒性物質氰化氫的來源。故乳腈屬於《美國應急規劃與社區知情權法》中第302節規定極度危險物質列表的一種化合物，故其製備、儲存和顯著劑量的使用乳腈皆須按嚴格標準回報。